# Osiedle Kmity
Osiedle Kmity – osiedle nr VIII miasta Rzeszowa. Dnia 28 grudnia 2010 r. liczyło 7388 mieszkańców, a według stanu na dzień 10 maja 2019 r. osiedle zamieszkiwało 6695 osób. Według stanu na 31 października 2019 r. osiedle liczyło 6603 mieszkańców, natomiast dnia 18 lutego 2021 r. osiedle liczyło 6447 mieszkańców. Do dnia 11 czerwca 1991 r. osiedle oficjalnie nosiło nazwę Gwardzistów. Nazwa pochodzi od nazwiska średniowiecznego właściciela Rzeszowa Piotra Lunaka Kmity.

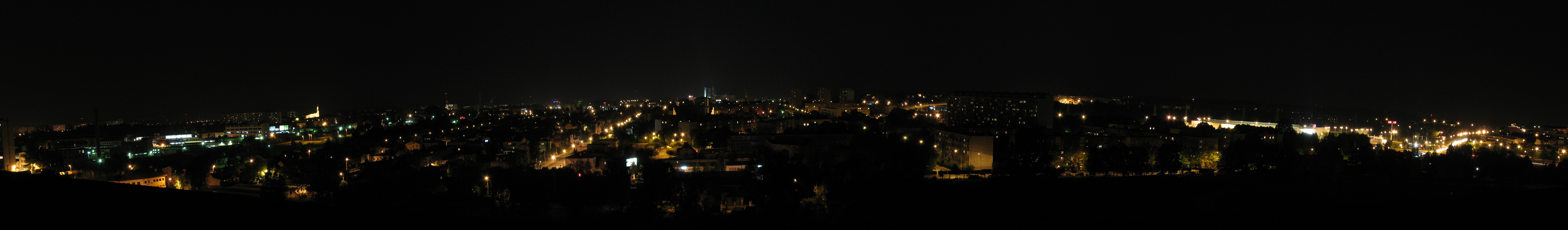
Nocna panorama osiedla